# 托尔班
托尔班（Torban (Khetri Leikai)），是印度曼尼普尔邦东因帕尔县的一个城镇。总人口4553（2001年）。

## 人口
该地2001年总人口4553人，其中男性2184人，女性2369人；0—6岁人口409人，其中男195人，女214人；识字率82.89%，其中男性为90.43%，女性为75.94%。